# Golden Dragon
Xiamen Golden Dragon Bus Co. Ltd (en chino: 厦门金龙旅行车有限公司, o comúnmente conocido como 金旅客车) es una empresa conjunta china establecida en 1992 en el desarrollo, fabricación y venta de autobuses de lujo y vans ligeras de 5 a 18 metros de largo con la marca comercial de "Golden Dragon". Tiene la reputación de ser uno de los 10 principales fabricantes y marcas de autobuses en China. Sus autobuses se han exportado a casi 40 países y regiones de Asia, Oriente Medio, África y América del Sur, y poco a poco expandiéndose en el mercado europeo. Forma una empresa conjunta con King Long, otro de los mayores fabricantes de autobuses de China.

## Historia
Xiamen Golden Dragon Bus Company Ltd. fue fundada en 1992 a través de una empresa conjunta entre Xiamen Automobile Company Ltd. y Hong Kong Faya Company Ltd. El 1 de mayo de 1992, se colocó la primera piedra de la primera planta de producción en un área de 30.000 m2 en Huli, y un año más tarde comenzó la producción del minibús Golden Dragon XML6390. A partir de 1995, la capacidad de producción de este tipo de vehículos alcanzó las 10.000 unidades al año.
En 1997, comenzó la producción del midibús Star-King XML6700, conservando en gran medida la estructura y la tecnología del Toyota Coaster. Al año siguiente, el valor de producción de la empresa alcanzó los 368 millones de RMB.
En el año 2000, la estructura de la empresa se amplió para incluir la producción de autocares y autobuses urbanos grandes y medianos; la fábrica de automóviles de pasajeros Xiamen Golden Dragon Van Co. Ltd. Haicang en Haicang, que se creó para este propósito, pronto alcanzó una capacidad de producción mensual de inicialmente 200 vehículos. Ya en 2003, Golden Dragon era el tercer mayor fabricante chino de autobuses medianos y grandes. A pesar de la enorme demanda interna en China, la compañía está intensificando sus esfuerzos de exportación, especialmente en el sudeste asiático y África. Los ingresos en divisas por la venta de vehículos al exterior superaron por primera vez los 100 millones de dólares estadounidenses en 2007.
En 2011, con la venta de 10 autobuses híbridos eléctricos para el transporte público en Turku, la quinta ciudad más grande de Finlandia, se convirtió en la primera empresa china en comercializar autobuses en la región de Escandinavia. Golden Dragon fue capaz de imponerse a los fabricantes líderes del mercado europeo, como Scania y AB Volvo en la región. Los vehículos de tres ejes con una longitud de 14,8 metros se han adaptado a las normas europeas en términos de estándares de emisiones y emisiones de ruido. 
En la 64ª edición del Salón del Automóvil de Fráncfort (IIA) de 2012, celebrada en Hannover en septiembre de 2012, la compañía estuvo representada con dos nuevos modelos: un autobús urbano de piso bajo (modelo XML6125CL) con 33 asientos, 58 plazas de pie y espacio para sillas de ruedas, y un autocar de lujo (modelo XML6125J) con 51 asientos. 
Después de que Golden Dragon vendiera 4200 minibuses en Egipto en 2012, otros 1200 autobuses de este tipo se vendieron allí en febrero de 2013. De este modo, la empresa pudo superar al anterior líder del mercado en este segmento, el fabricante japonés Toyota, en términos de cifras de ventas. África, donde existe una gran demanda de minibuses debido a las condiciones locales, es ahora vista por los fabricantes chinos como un mercado de ventas tradicional, del que las empresas automovilísticas europeas se están retirando en gran medida y los fabricantes japoneses están siendo desplazados cada vez más.

## Estructura de la empresa
Golden Dragon es un holding de Xiamen King Long United Automotive Industry Company Ltd., o King Long para abreviar, uno de los mayores fabricantes de autobuses del mundo. Este holding también incluye Higer Bus Company, Ltd.
En su planta de Huli hay dos plantas de producción con una superficie de 310.000 m2 y otra planta de la empresa con 320.000 m2 La capacidad de producción es de 40.000 vehículos al año y existe un total de alrededor de 4.000 empleados (a partir de 2015). 
En marzo de 2013, la compañía anunció la construcción de dos líneas de producción más, combinadas con un aumento de la capacidad de producción de otros 6.000 autobuses por año.
En pocos años, la empresa ha creado una red nacional en China con cuatro grandes departamentos de marketing en Pekín, Shanghái, Zhengzhou y Xi'an, seis grandes centros de almacenamiento de repuestos (en Pekín, Shanghái, Cantón, Changchun, Xi'an y Zhengzhou), más de 150 puntos de venta propios del holding y alrededor de 150 talleres autorizados.

### Nanjing Golden Dragon Bus
Nanjing Golden Dragon Bus es un fabricante de autobuses eléctricos. Es una división de la empresa matriz, Golden Dragon. Su capacidad permite producir hasta 20.000 autobuses eléctricos al año. Esto lo convierte en uno de los tres mayores fabricantes de autobuses eléctricos de China. En 2018, el primer autobús eléctrico de esta empresa comenzó a probarse en Ucrania, en las ciudades de Vínnitsa, Kiev y Zhitómir, en ese orden, operando en la ruta de minibús 599 de Kiev. Su autonomía de viaje con una sola carga es de 300 km, lo que es suficiente para un día de trabajo. Demora 3 horas en cargarse completamente. Su velocidad máxima es de 70 km/h y su costo es de $320,000 por vehículo.

## Vehículos
Golden Dragon ofrece vehículos de todo tipo, como buses de 5 a 14 metros de longitud con 5 a 86 asientos. Esto abarca desde minibuses y midibuses hasta autocares, autobuses urbanos y vehículos especiales, como autobuses escolares, autobuses de plataforma para aeropuertos y vehículos de comando de policía. En la categoría de minibuses, también se producen ambulancias y vehículos de transporte de efectivo. La gama de productos se amplía constantemente. Además, utilizan motores de varios fabricantes, así como componentes y piezas de fabricantes extranjeros como ZF Friedrichshafen y Voith (tecnología de propulsión), WABCO (Sistema ABS y ASR (control de tracción)), Bosch (Sistema ESC, LDW y ACC), MAN, Hino y Hyundai. A continuación, la gama de vehículos de la marca:

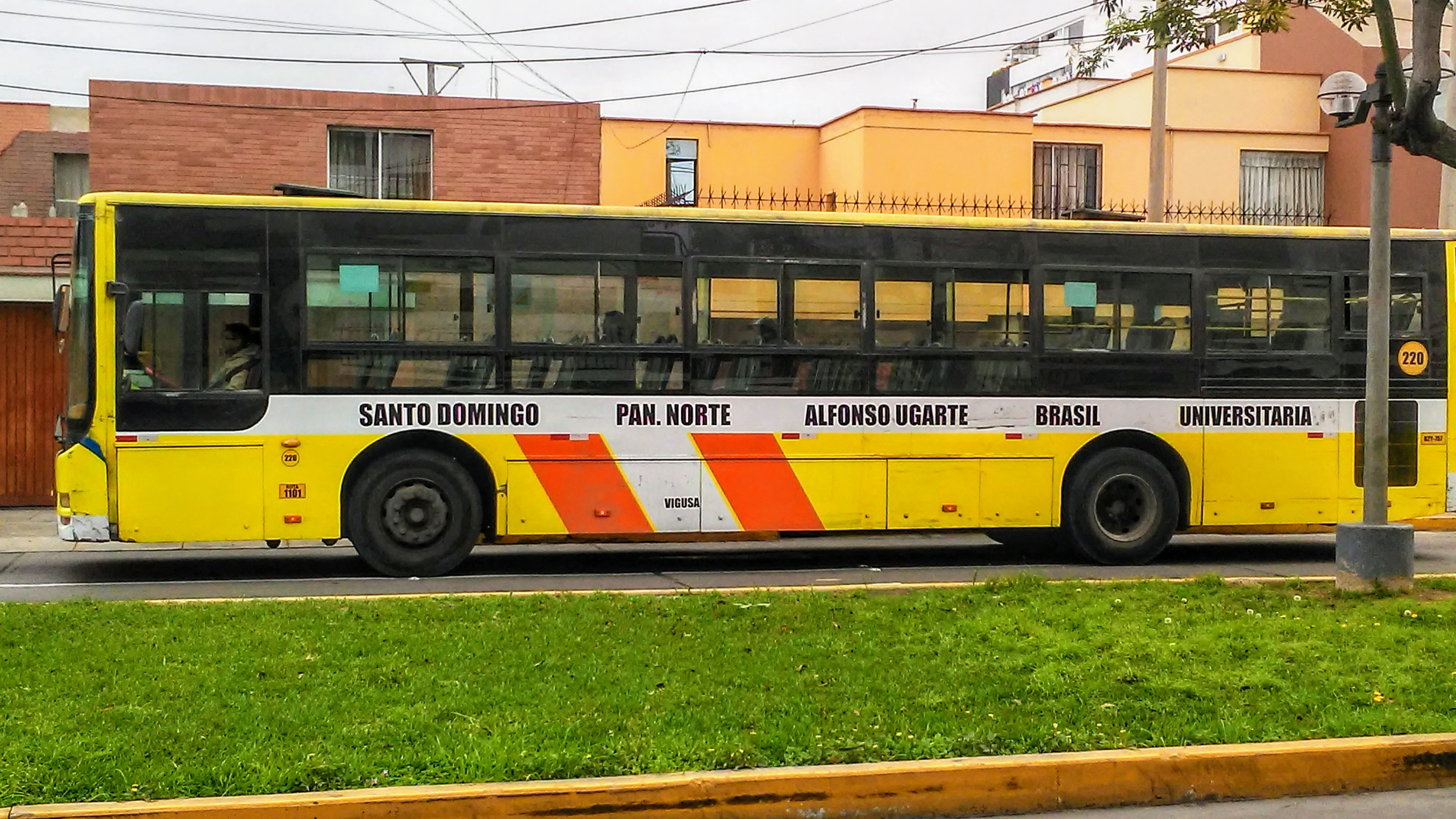
Bus Golden Dragon XML6125J13CN de la ruta 1101 en la ciudad de Lima.

### Buses urbanos
- Golden Dragon XML6125CC
- Golden Dragon XML6125CLE
- Golden Dragon XML6115
- Golden Dragon XML6115CK
- Golden Dragon XML6125
- Golden Dragon XML6125CR
- Golden Dragon XML6125CL
- Golden Dragon XML6155
- Golden Dragon XML6180J
- Golden Dragon XML6845
- Golden Dragon XML6925J13CN

### Buses de largas distancias
- XML6103 "Phoenix"
- XML6122 "Triumph"
- XML6126 "Superstar"
- XML6129E5G "Grand Cruiser"
- XML6852/XML6807J12/XML6857J12/XML6907J12/XML6957J13/XML6102 (exclusivo para Filipinas) "Splendour"
- XML6125J23 "Explorer"
- XML6129J18 "Navigator"

### Buses interurbanos
- Golden Dragon XML6103J92
- Golden Dragon XML6121E51G
- Golden Dragon XML6127D52
- Golden Dragon XML6127D53

### Minibuses
- Golden Dragon XML6700 (producción en conjunto con el modelo Coaster de Toyota), también producido como un autobús eléctrico por Nanjing Golden Dragon Bus como el modelo NJL6706EV
- Golden Dragon XML6807
- Golden Dragon XML6857
- Golden Dragon Kast Plus Series
- Golden Dragon Kast Series
- Golden Dragon Kast City Bus Series

### Vehículos especiales
- Bus escolar Golden Dragon XML6723
- Bus escolar Golden Dragon XML6901
- Bus policial Golden Dragon XML6700
- Bus policial Golden Dragon XML6127
- Bus de comando policial Golden Dragon

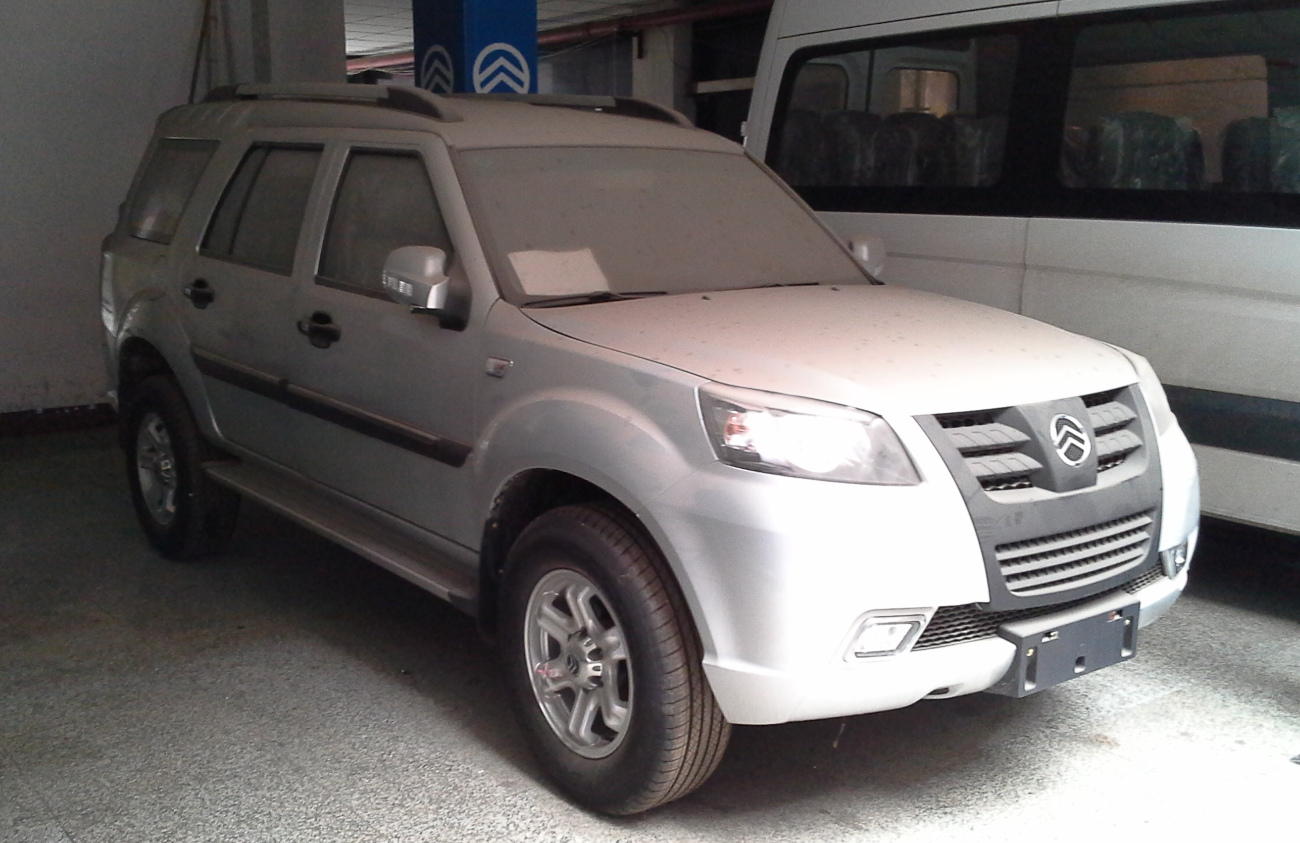
Righto V3, el único SUV hecho por la compañía.

### SUVs

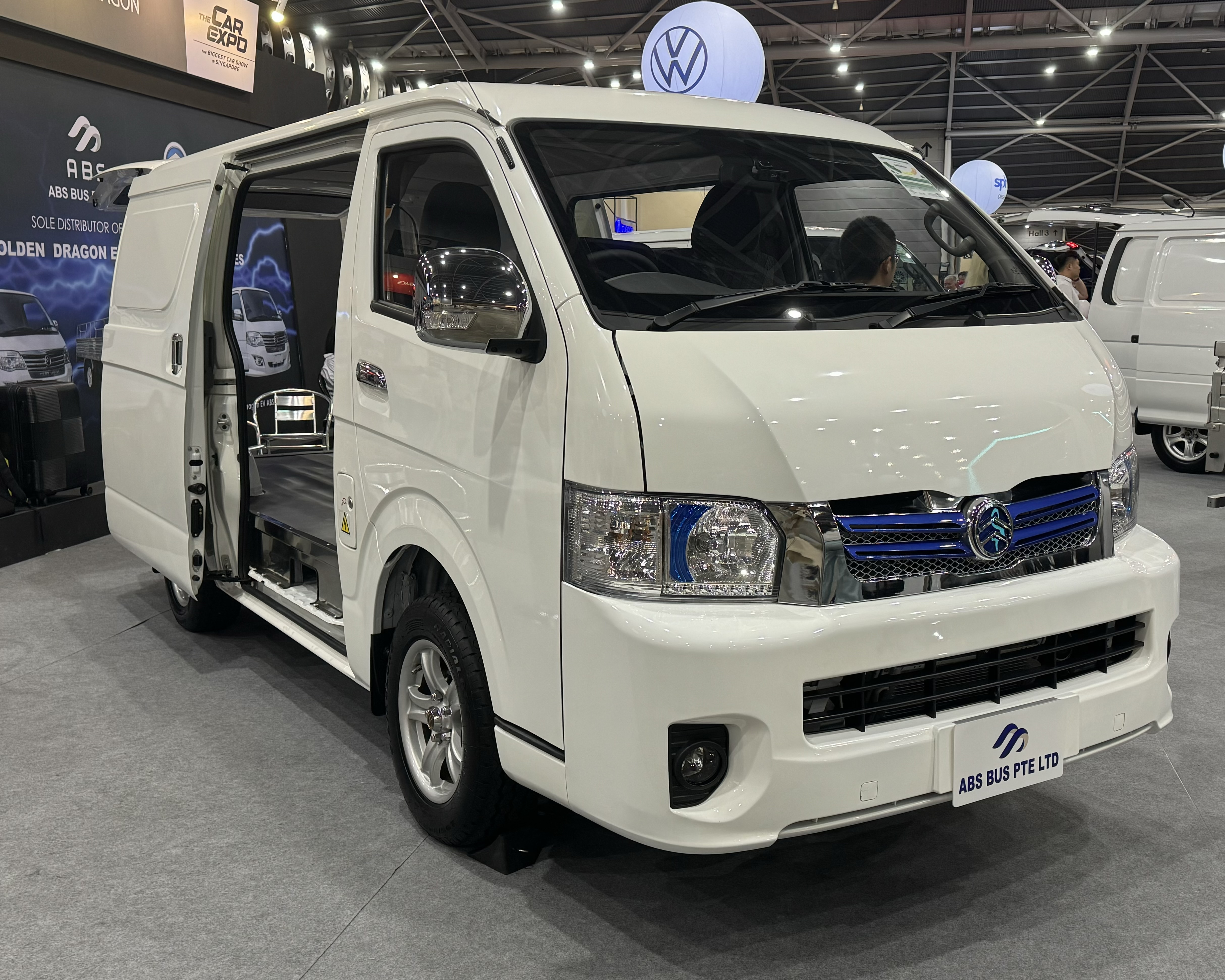
Golden Dragon XML5039 en una exposición en Singapur.

- Golden Dragon Righto V3[12]

### Vans
- Golden Dragon V3 Series / XML6532 (Xiamen Golden Dragon Haice)[13]
- Golden Dragon V4 Series
- Golden Dragon X5 Series
- Golden Dragon Z4 Series
- Golden Dragon X9 Series
- Golden Dragon XML5039

## Vehículos exclusivos para el mercado filipino
En 2012, Golden Dragon nombró a un nuevo distribuidor y ensamblador: Trans-Oriental Motor Builders, Inc., ubicado en Naic, Cavite en Filipinas.

### XML6127 "Marcopolo II"
- Serie I: utiliza faros delanteros para Golden Dragon XML6103 "Phoenix" en la parte delantera y trasera.
- Serie II: utiliza faros delanteros para Golden Dragon XML6957 "Snow Fox" en la parte delantera, XML6103/XML6127J6 en la parte trasera.
- Serie III: utiliza faros delanteros para Golden Dragon XML6122 "Triumph" en la parte delantera y trasera.

### XML6103 "Marcopolo II"
- Serie I: utiliza faros delanteros para Golden Dragon XML6103 "Phoenix" en la parte delantera y trasera.
- Serie II: utiliza faros delanteros para Golden Dragon XML6957 "Snow Fox" en la parte delantera, XML6103/XML6127J6 en la parte trasera.
- Serie III: utiliza faros delanteros para Golden Dragon XML6122 "Triumph" en la parte delantera y trasera.